# 余森文
余森文（1904年—1992年），男，广东梅县人，中国园林专家，高级工程师，曾任中国园林学会副会长，杭州市政协副主席。